# Second Bite of the Apple
«Second Bite of the Apple» es el primer sencillo de la banda británica de rock Beady Eye, el cual aparece en su segundo álbum de estudio BE. Para promocionar el sencillo, Beady Eye hicieron una presentación en vivo de la canción en la semifinal del programa de la BBC y talent show de La Voz UK en el 15 de junio de 2013. 

## Lista de canciones
Todas las canciones escritas y compuestas por Liam Gallagher, Gem Archer, y Andy Bell. 
| N.º | Título                                  | Duración |  |
| 1.  | «Second Bite of the Apple (Gem Archer)» | 3:30     |  |
| 2.  | «Dreaming of Some Space (Andy Bell)»    | 1:53     |  |

## Posición en listas
| Año  | País        | Lista            | Posición |
| ---- | ----------- | ---------------- | -------- |
| 2013 | Reino Unido | UK Singles Chart | 112      |